# William Alfred Fréret
Pour les articles homonymes, voir Fréret.

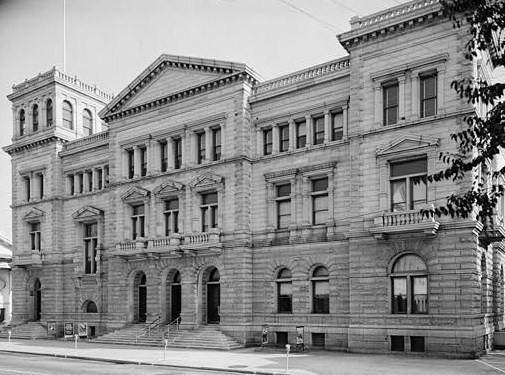
Bureau de poste de Charleston en Caroline du Sud.

William Alfred Fréret, né à La Nouvelle-Orléans en 1833 et mort en 1911, est un architecte américain d'origine franco-louisianaise.

## Biographie
William Alfred Fréret est né à La Nouvelle-Orléans. Son père était William Fréret, un maire de la ville, et son cousin James Fréret était également un architecte. En tant qu'architecte, il réalisa de nombreux bâtiments à travers les États-Unis, notamment des bureaux de poste et des palais de justice, qui sont de nos jours inventoriés au Registre national des lieux historiques. 
De 1887 à 1888, il fut responsable en chef du bureau de supervision des architectes, service dépendant du département du Trésor des États-Unis.

## Œuvres
- Ancien Capitole de l'État de Louisiane à Baton Rouge, Louisiane, construit 1847, dans un style néo-gothique, mais brûlé pendant la guerre de Sécession aux États-Unis, William Alfred Fréret était chargé de sa reconstruction en 1882, ajoutant plusieurs fonctionnalités comme un escalier en colimaçon et le dôme en vitraux.
- Palais de justice et la Poste, Aberdeen (Mississippi).
- Bureau de poste à Williamsport (Pennsylvanie).
- Bureau de poste et palais de justice, à Charleston (Caroline du Sud).
- Bureau de poste à Charlotte (Caroline du Nord).
- Bureau de poste et le palais de justice à Wilmington (Caroline du Nord).